# Риззуто, Фил
Филипп Френсис Риззуто (англ. Philip Francis Rizzuto, 25 сентября 1917 года — 13 августа 2007 года) по прозвищу Скутер (англ. The Scooter) — американский бейсболист, выступавший в Главной лиге бейсбола на позиции шорт-стопа. Всю свою тринадцатилетнюю карьеру в МЛБ провёл в «Нью-Йорк Янкис» (1941—1956). В 1994 году введён в Бейсбольный зал славы.
За 13 лет в «Янкис» он помог команде 10 раз стать чемпионом АЛ и выиграть семь Мировых серий и является лидером МЛБ по количеству таких побед среди шорт-стопов. Наилучшим для Риззуто сезоном стал чемпионат 1950 года, когда он был назван самым ценным игроком Американской лиги. Но несмотря на короткий успех в нападении, Риззуто в основном запомнился как хороший игрок защиты, а также считается одним из лучших бантеров в истории бейсбола. За свою карьеру он 1217 раз разыграл дабл-плей и по этому показателю на тот момент занимал второе место в истории лиги, уступая лишь Люку Эпплингу, а его карьерный средний процент филдинга 96,8 % в АЛ среди шорт-стопов уступал лишь Лу Бодро. После завершения профессиональной карьеры Риззуто 40 лет проработал спортивным комментатором «Янкис» на радио и телевидение. Его своеобразные стиль и непредсказуемые отступления очаровывали слушателей, в то время как его комментарии игр в прямом эфире по радио несли отличный заряд энергии слушателем. Самым знаменитым его выражением, которое стало его фирменной чертой, было — «Святая корова!»